# Talsperre Liptovská Mara
Die Talsperre Liptovská Mara ist ein Stausee in der Slowakei. Sie staut den Fluss Waag westlich von Liptovský Mikuláš. Sie erhielt ihren Namen nach dem im Stausee versunkenen Dorf Liptovská Mara.

Karte des Stausees, betroffenen Dörfer und Verkehrswege

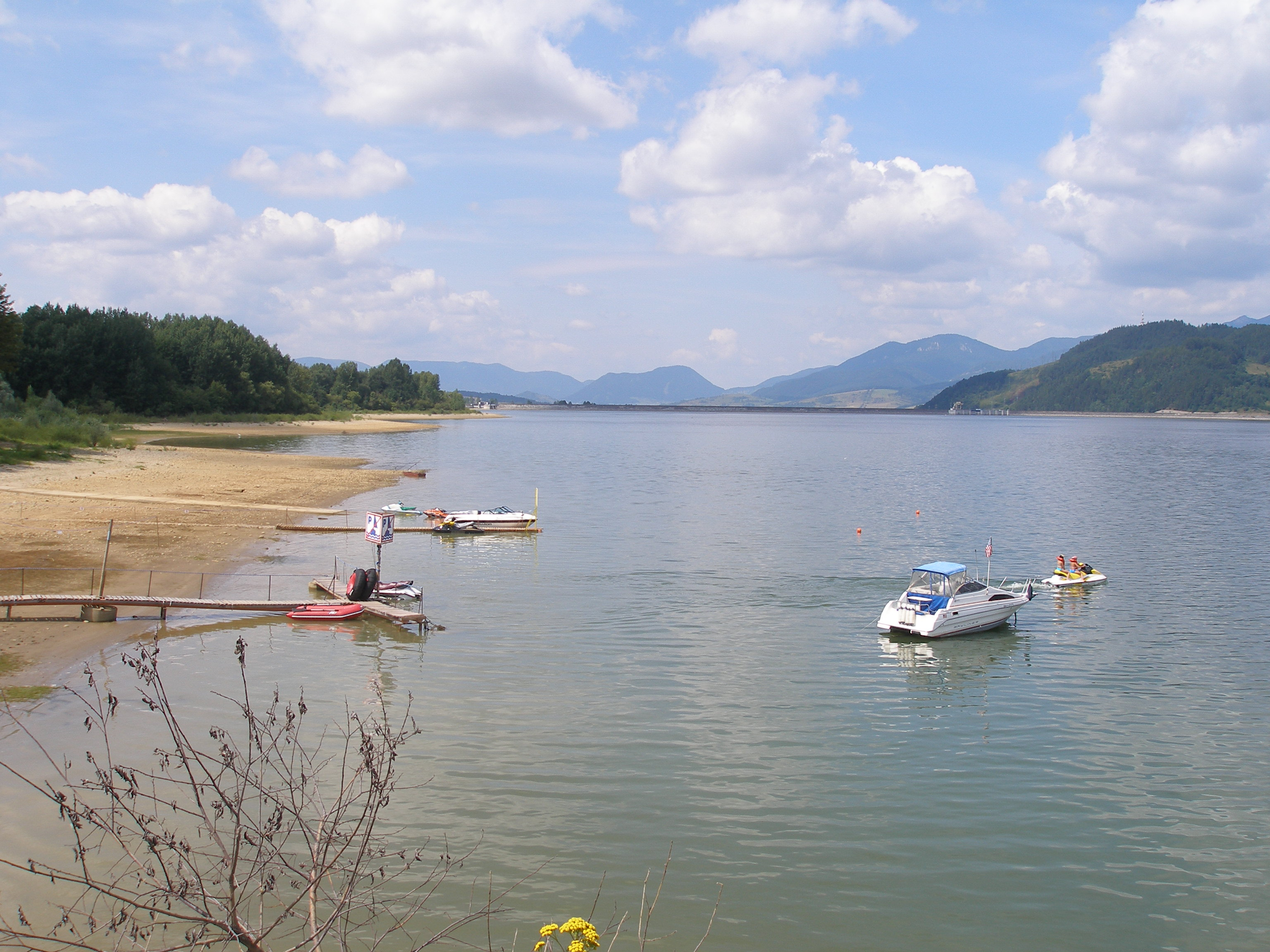
Liptauer Stausee bei Dechtáre

Der Stausee entstand zwischen 1965 und 1975. Die Wasserfläche beträgt 22 km², seine maximale Tiefe beträgt 45 Meter. Mit einem Stauvolumen von 360 Millionen m³ Wasser ist er der größte Wasserspeicher (nach Volumen) der Slowakei. Für den Bau wurden mehrere Dörfer (unter anderem Liptovská Sielnica, Paludza, Parížovce, Nežitovce, Zádiel, Dechtáre, Sokolče, Čemice, Vŕbie, Ráztoky und das namensgebende Liptovská Mara) völlig aufgegeben; Teile der Orte Bobrovník, Liptovský Trnovec und Benice wurden überflutet. Einige Gebäude dieser Dörfer, u. a. die frühgotische Kirche von Liptovská Mara, wurden in das Dorfmuseum Liptov übertragen. Dazu wurden auch die Hauptbahn Žilina–Košice und die Cesta I. triedy 18 von Žilina nach Poprad verlegt und ein Teilstück der heutigen Autobahn D1 (Abschnitt Ivachnová–Liptovský Mikuláš, Eröffnung 1977) gebaut.
Hauptfunktion des Stausees ist der Hochwasserschutz, er dient aber auch zur Elektroenergieerzeugung. Vier Turbinen erzeugen eine Leistung von 200 MW; zwei davon sind als Pumpturbinen ausgelegt. Der Stausee der Talsperre dient dabei als Oberbecken, der Stausee der ein paar Kilometer flussabwärts gelegenen Talsperre Bešeňová als Unterbecken des Pumpspeicherkraftwerks. Die Nutzung für Tourismus und Naherholung hält sich derzeit relativ in Grenzen. Es gibt das Erholungszentrum bei Liptovský Trnovec mit dem nahen Aquapark Tatralandia.
Die Halbinsel Ratkovie und die sie umgebende Wasserfläche ist Schutzgebiet. Am Westufer bei der Gemeinde Bobrovník befindet sich die archäologische Fundstätte Havránok.